# Хосе Марія Маріаса
Хосе Марія Маріаса (ісп. José María Mariaca Ibáñez; ? — 13 листопада 2008 року, Віторія-Гастейс) — баскський підприємець, президент клубу «Депортіво Алавес» із міста Віторія-Гастейс. В 1959—1960 роках 16-й, за ліком, президент головного футбольного клубу Алави.

## Життєпис
Хосе Марія Маріаса був із числа баскської знаті, бо лише таким родинам доручалося кермування спортивними тогочасними клубами басків. Його предки були місцевими підприємцями, відтак і Хосе Марію Маріаса обирали в різні громадські асоціації. Коли в місті постав спортивний клуб родина Маріаса-Ібаньєс стала його партнерами-сосіос, і так триває покоління за поколінням.
Хосе Марія Маріаса продовжував родинні фінансові справи і був активним партнером спортивного клубу, а поготів його обрали, в 1959 році, президентом клубу «Депортиво Алавес». Прийшовши до команди в часі пониження до Сегунди, йому необхідно було вибудувати уже новий колектив і надихнути на піднесення до вищого дивізіону і повернення Маноло Ечезаррети (Manolo Echezarreta) вселяло надії. Але відомому тренеру не вдалося реанімувати розладнаний механізм, команда посіла 13 місце і в перехідному турнірі не втрималася у лізі. Відтак, відбувши свою каденцію і не здійснивши заплановане Хосе Марія переглянув свою учась в клубі і в наступній каденції він поступився місцем своїм партнерам-сосіос, знатній родині Хуана Ґороспе.
Але, поступившись посадою президента алавесців, Хосе Марія Маріаса продовжував свої фінансові справи та сприяння спорту в столиці Алави, прививши й своїм нащадкам любов до спорту та клубу.